# Pavimentazione interna

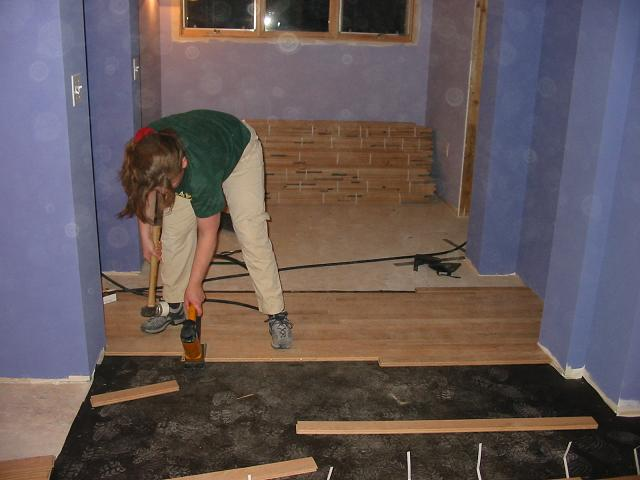
Pavimentazione a parquet

La pavimentazione interna nell'edilizia ha la funzione di conferire alle superfici di calpestio il grado di finitura richiesto e di trasmettere i carichi di servizio alle strutture orizzontali degli edifici o, in determinati casi, al terreno.
Le pavimentazioni interne hanno, inoltre, un'importante funzione nel definire e determinare l'estetica degli spazi, oltre a poter contribuire all'isolamento acustico degli ambienti e, quando è necessario, anche all'isolamento termico.

## Classificazione
Le pavimentazioni interne possono essere classificate in:
- Pavimenti realizzati con semilavorati (piastrelle, lastre posate in opera secondo diverse geometrie)
- Pavimenti realizzati con semilavorati resilienti (vinilici, gomma, linoleum, moquette, etc.)
- Pavimenti realizzati con tecniche tradizionali (alla veneziana, alla genovese, etc.)
- Pavimenti gettati in opera (stesura e finitura di uno strato continuo di cemento o apposite resine).

## Rivestimento e supporto
Sono strati costituenti una pavimentazione:
1. Rivestimento
2. Supporto

1. Rivestimento: strato superficiale del pavimento avente la funzione di resistere alle sollecitazioni meccaniche, ai fenomeni fisici e alle aggressioni chimiche e di creare le condizioni di benessere e di sicurezza dell'utenza. Esso può essere realizzato con piastrelle di  ceramica, lastre lapidee o in legno, oppure con piastre o teli in materiale vinilico, gomma, linoleum o moquette. Solitamente il raccordo tra il rivestimento del pavimento e la parete viene realizzato con uno zoccolino (battiscopa).
2. Supporto: è l'insieme di strati sottostanti al rivestimento che concorrono a formare la pavimentazione. Essi hanno la funzione di ancorare il rivestimento, compensare le quote e le pendenze, conferire un determinato grado di isolamento, incorporare le canalizzazioni degli impianti, ecc.

La composizione e le caratteristiche degli strati del supporto variano a seconda del tipo di rivestimento e delle prestazioni che devono essere svolte dalla pavimentazione.
Nel caso in cui il supporto delle pavimentazioni appoggi sul terreno, bisogna creare altri strati di pavimentazione, quali un vespaio in ciottolate costipato ed un vespaio ventilato formato da gambette di muratura, sulle quali vengono poggiati tavelloni o altri elementi adatti a formare un'intercapedine d'aria tra il terreno e il pavimento.

## Pavimenti interni realizzati con semilavorati
Le pavimentazioni interne realizzate con semilavorati vengono principalmente posate o su un allettamento di malta o per incollaggio utilizzando appositi collanti.
Nel caso in cui si opti per una posa su un letto di malta, basta formare uno strato di malta di almeno 2 cm e poi posare ad uno ad uno tutti gli elementi del pavimento ed assestarli.
Se invece decidiamo di incollare le piastrelle, bisogna innanzitutto avere uno strato di massetto ben orizzontale, "tirarvi" sopra uno strato del collante tramite un'apposita spatola dentata, e assestare successivamente le mattonelle.
I pavimenti hanno la caratteristica di essere costituiti da più elementi accostati con una forma regolare: tra un elemento e l'altro restano però degli spazi vuoti (le fughe) dove vengono inseriti dei particolari leganti detti "fuganti". Le fughe sono importanti sia da un punto di vista estetico che anche da un punto di vista funzionale.
La posa può essere fatta a giunto chiuso (con gli elementi del pavimento accostati uno all'altro) o a giunto aperto (in questo caso vi è un distanziamento di qualche millimetro tra un elemento della pavimentazione ed un altro). Se il pavimento è a giunto chiuso, la superficie risulta più uniforme, mentre quello a giunto aperto è invece più indicato nel caso in cui abbiamo delle mattonelle scalibrate (ossia con profili non regolari).
Nel caso di pavimentazioni in piastrelle di ceramica (comunemente "gres porcellanato"), le tolleranze in calibro, qualora la piastrella non sia stata rettificata, e soprattutto la planarità (le normative ammettono il 5 per mille della diagonale della singola mattonella), rendono necessaria la presenza della fuga, per non evidenziare questa caratteristica del materiale con dei piccoli 'gradini' nel punto di contatto tra due mattonelle (detti gergalmente topicchi).

## Pavimenti interni realizzati con tecniche tradizionali

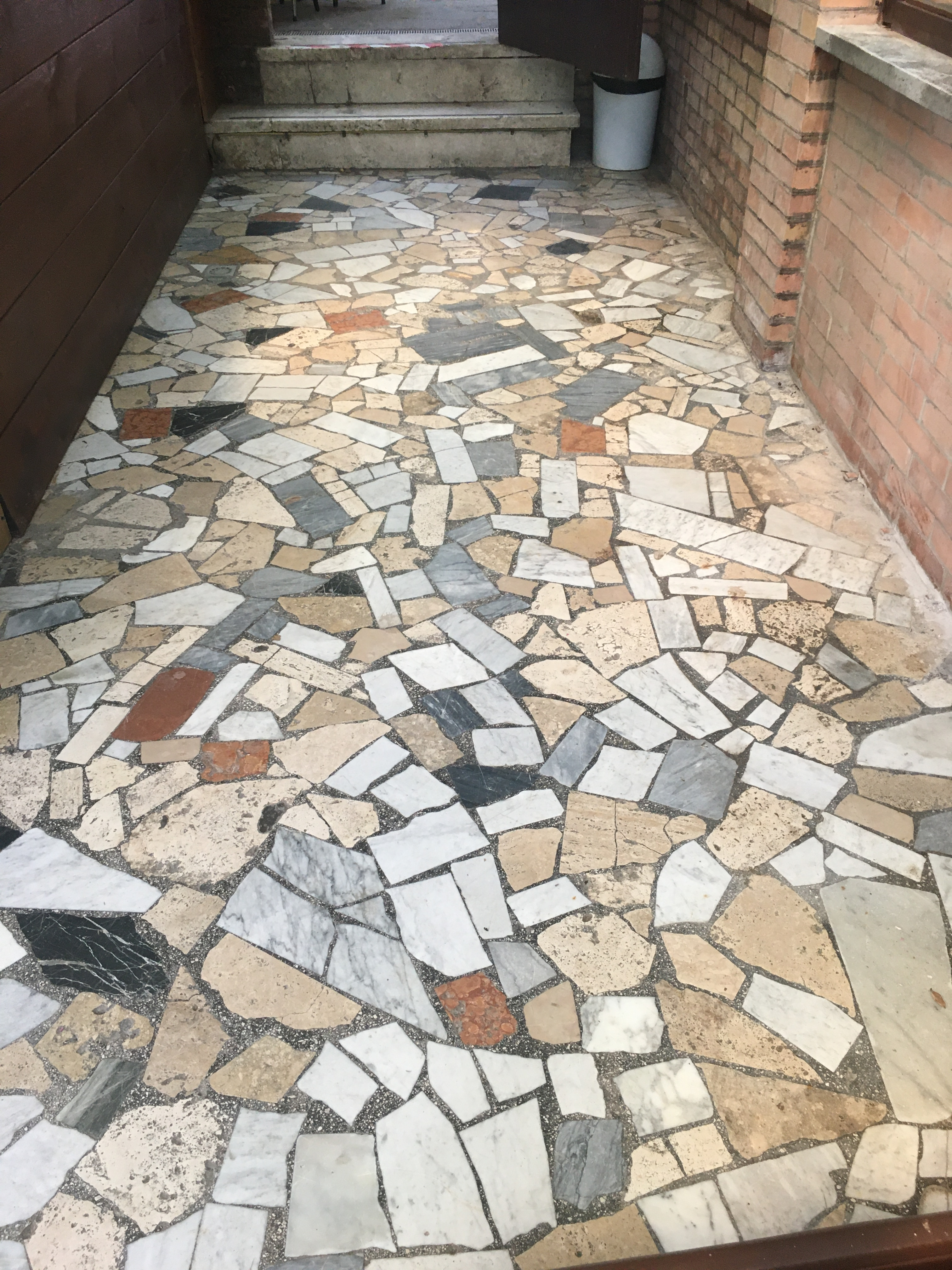
Palladiana, Spoleto

Pavimenti alla Veneziana: sono detti anche pavimenti a terrazzo. Si ottengono da granulati di marmo, con granulometria variabile intorno ai 20mm, e sparsi su stati di supporto ancora fresco sul quale vi sono degli appositi leganti. Dopo la fase detta di cilindrazione, nella quale il marmo viene inglobato, si effettua la cosiddetta molatura, per la quale viene rasato il pavimento in maniera tale da renderlo piano. Questo tipo di pavimento solitamente è utilizzato quando bisogna ricoprire ampie superfici.
Pavimenti alla Genovese: molto simili a quelli alla Veneziana, si differenziano solo per l'impiego di granulati di dimensioni più piccole impastati con leganti e pigmenti a base di ossidi prima di eseguire il getto in opera del pavimento.
Palladiane (o pavimenti alla Palladiana): sono pavimenti costituiti da frammenti di lastre, lavorati a piano di sega, con dimensioni comprese tra i 10 e i 20 cm, che vengono applicati su uno strato di allettamento accostandoli in opera senza un ordine geometrico. La posatura viene conclusa con una stuccatura dei giunti e con una levigatura e lucidatura superficiale.
Pavimenti a Mosaico: costituiti da piccoli elementi lapidei di diverso colore e forma variabile dai 8mm ai 20mm vengono posati in maniera da ottenere diversi disegni. Questo tipo di pavimentazione è antichissimo e tuttora resta molto pregiato. La posatura avviene sfruttando il cosiddetto metodo al rovescio, per il quale viene prima disegnato il disegno su cartoni (con casellatura e numerazione) e poi incollate le tessere su di esso. Accostando poi i diversi cartoni ed effettuando una posa in opera si inizia la prima fase di realizzazione del mosaico. Successivamente vengono tolti tutti gli strati di carta e murato il getto si effettua una levigatura e lucidatura. Apparirà a questo punto il disegno al dritto.

## Pavimenti interni gettati in opera
I più comuni sono quelli formati da semplice calcestruzzo che contiene una leggera armatura metallica per evitare eventuali crepe che si potrebbero formare.

Per fare questo pavimento vengono fatte delle fasce longitudinali di 4–5 m di larghezza che vengono “tirate” con una staggia da due persone che si trovano dalle parti della fascia. Quando i primi strati hanno raggiunto una resistenza sufficiente, si sale su quelle per formare le fasce che erano rimaste libere tra 2 che erano già state fatte.
La superficie viene perfezionata con lo spolvero mentre il cemento è ancora fresco, la lisciatura e la frattazzatura. Si può inoltre procedere con una rullatura mediante la bocciarda nel caso in cui si voglia migliorare l'aderenza con il pavimento.
In casi di forti sbalzi termici, vengono usati dei giunti di dilatazione che hanno lo scopo di assorbire le dilatazioni del cemento; bisogna dire che per ogni specifico caso di dilatazione in base alle necessità vi sono vari ed innumerevoli tipi di giunti.
In alcuni casi la pavimentazione viene fatta rivestendo il basamento di calcestruzzo con vari tipi di materiali che possono andare da pellicole a rivestimenti autolivellanti a particolari resine o malte resinose. È il caso di alcune tipologie di pavimenti in resina.

## Prescrizioni per l'eliminazione delle barriere architettoniche
La normativa riguardante l'eliminazione delle barriere architettoniche indica i criteri di progettazione atti a garantire l'accessibilità agli edifici privati e all'edilizia residenziale pubblica sovvenzionata (ERPS). Queste prescrizioni possono essere riassunte nel seguenti punti:
1. I pavimenti delle parti comuni degli edifici e quelli esterni devono essere antisdrucciolevoli, cioè con un coefficiente d'attrito superiore ad un valore di 0.40
2. I dislivelli tra pavimenti diversi devono essere inferiori a 2.5 cm
3. Gli zerbini devono essere incassati e le guide a pavimento solidamente ancorate
4. I grigliati utilizzati nei piani di calpestio devono avere maglie con vuoti che non costituiscano ostacolo o pericolo, rispetto a ruote, bastoni di sostegno e simili
5. Eventuali differenze di dislivello devono essere contenute ovvero superate tramite rampe con pendenza adeguata in modo da non costituire ostacolo al transito di una persona su sedia a rotelle.
6. Nelle parti comunicanti dell'edificio si deve provvedere ad una chiara individuazione dei percorsi, eventualmente mediante una adeguata differenziazione dei materiali e del colore della pavimentazione

## Album fotografico
In questa sezione vengono mostrate qualche esempio di pavimentazioni interne di alcuni edifici.

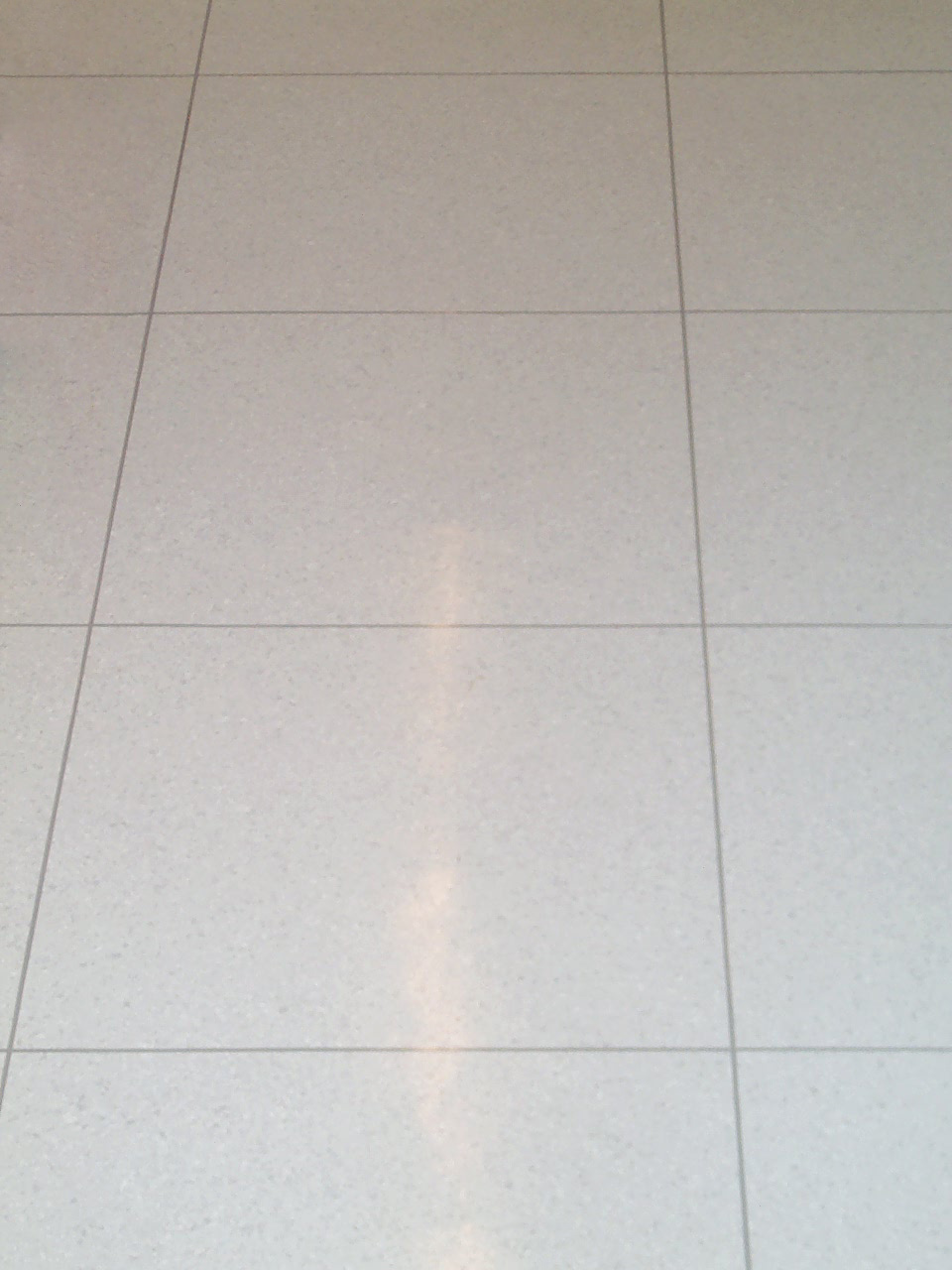
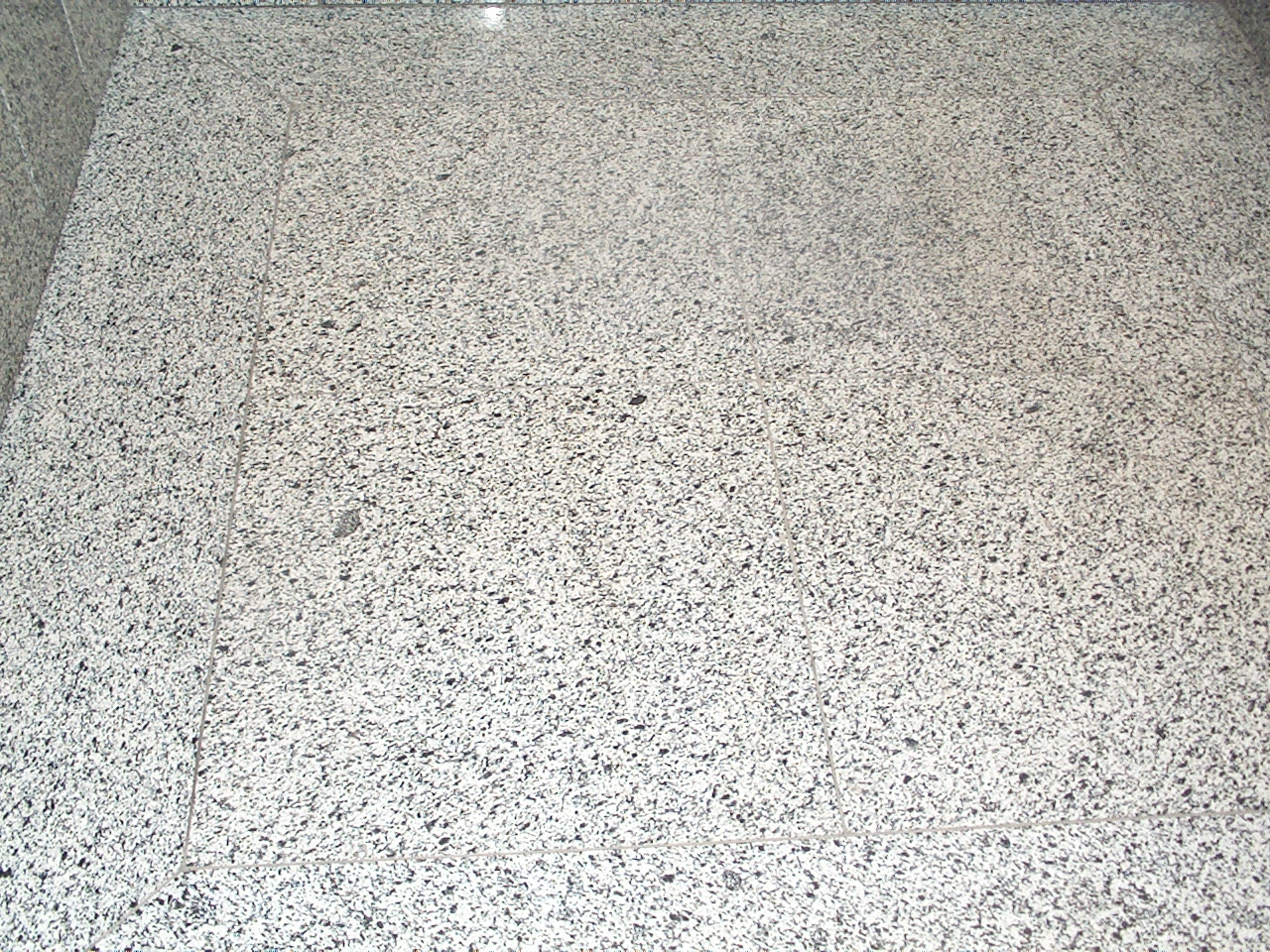
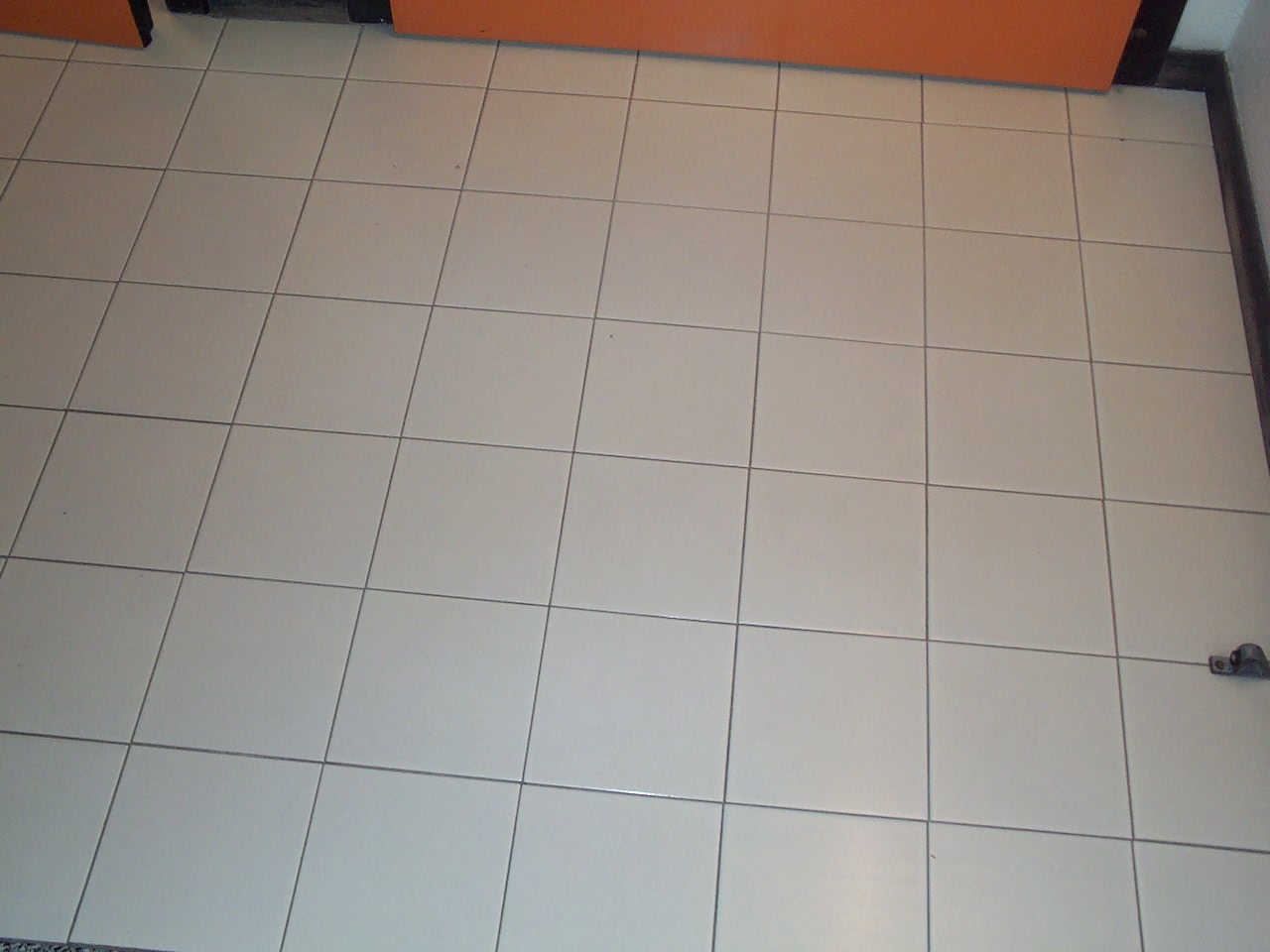
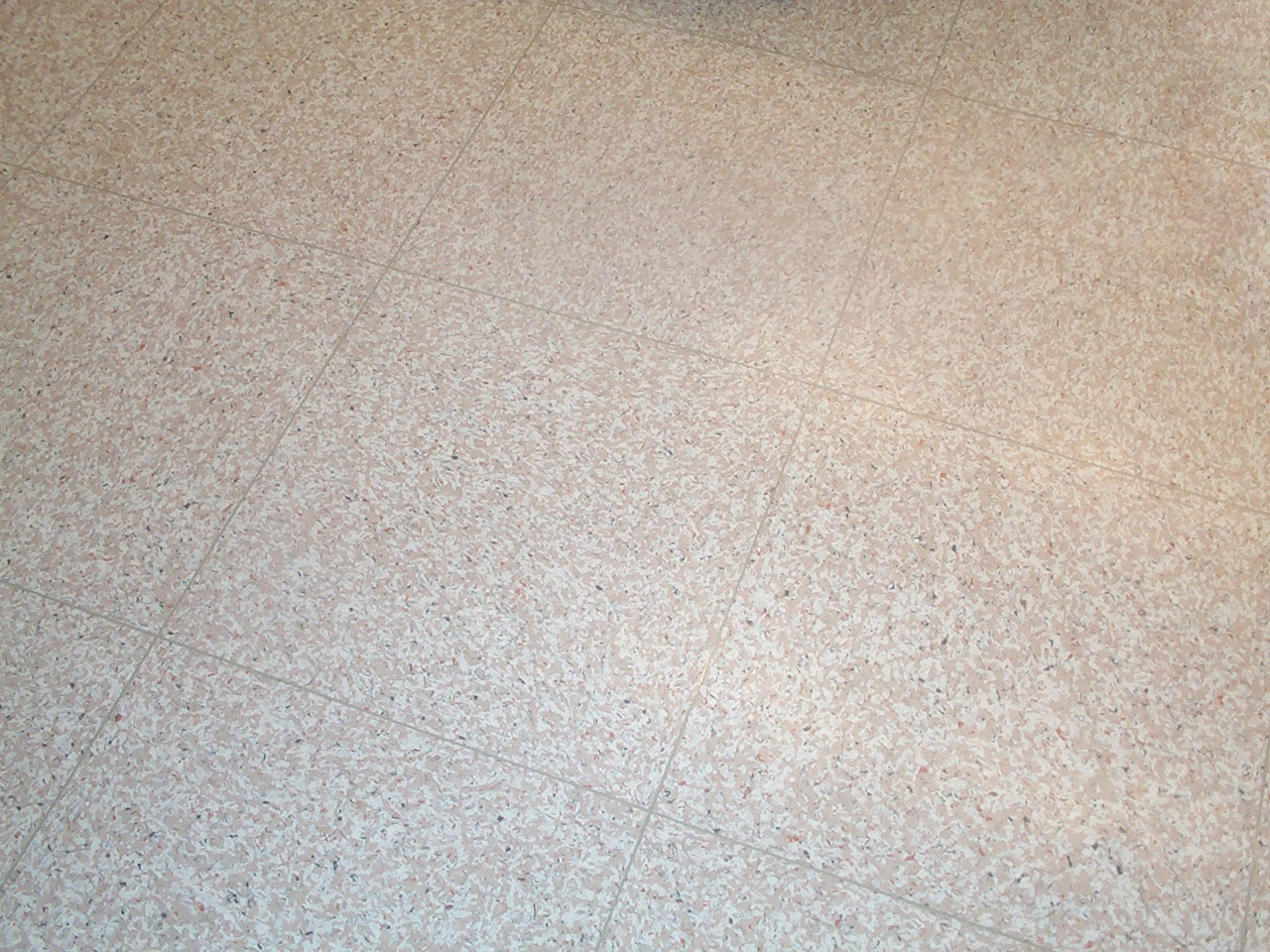
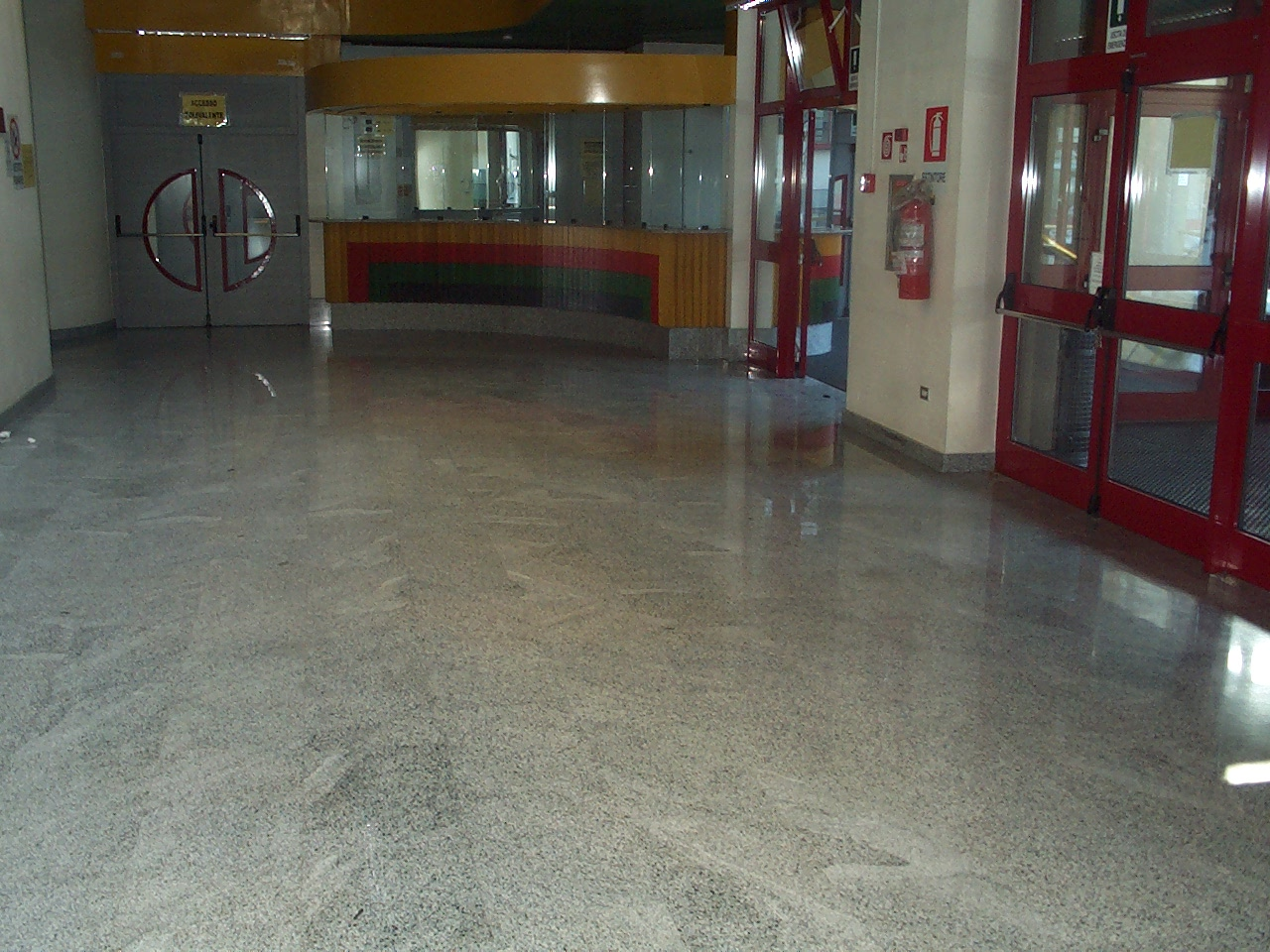
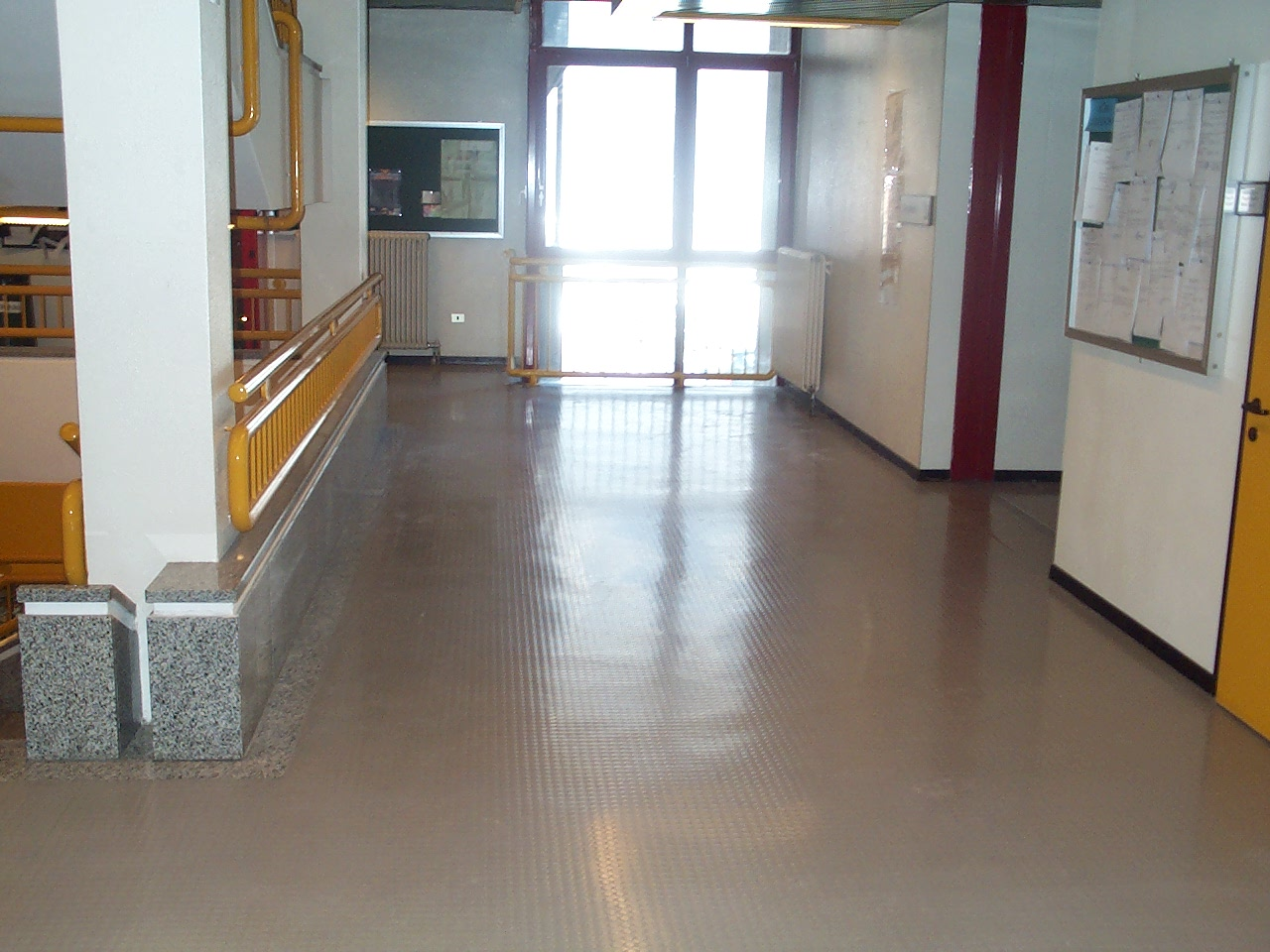
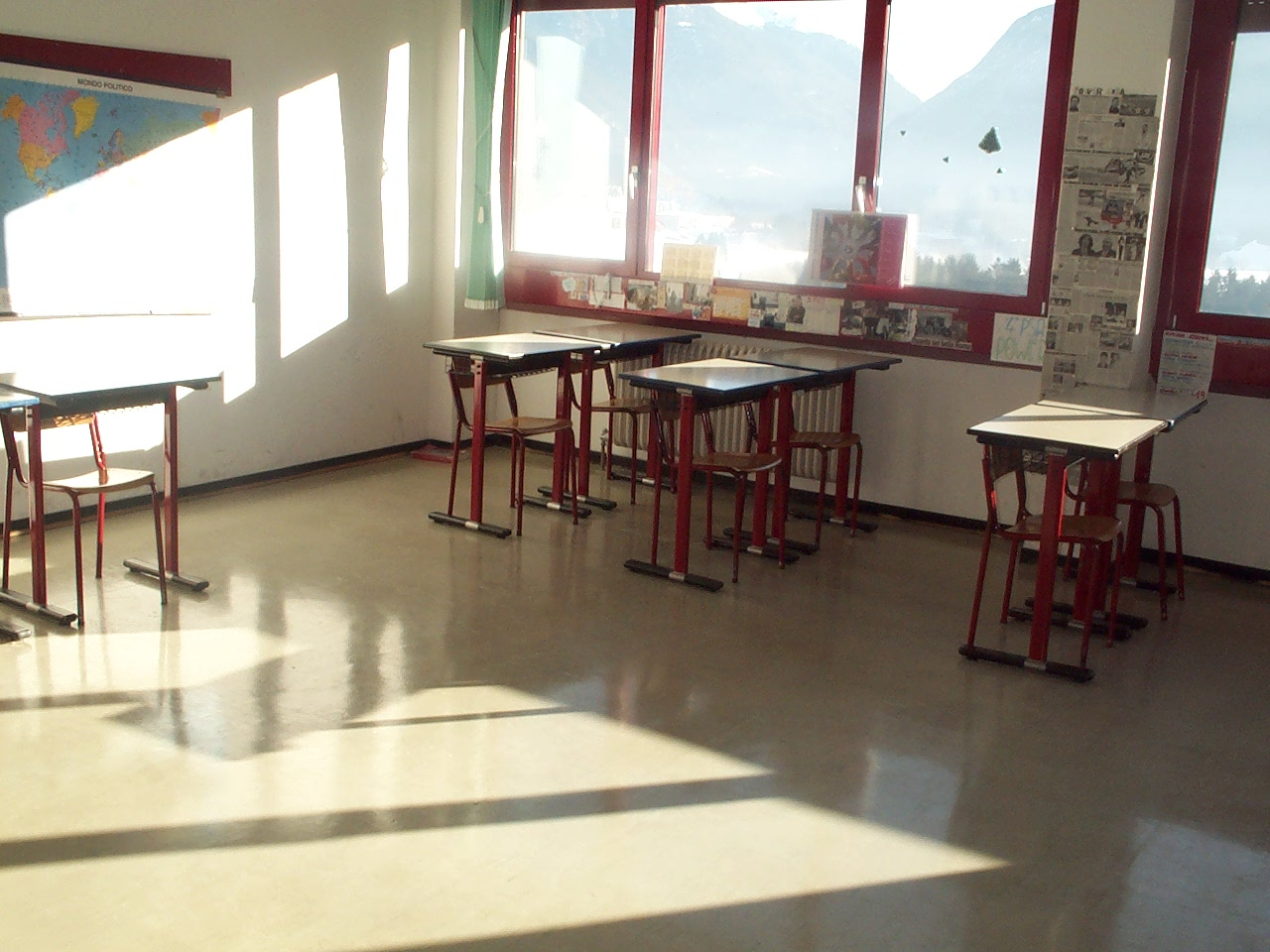
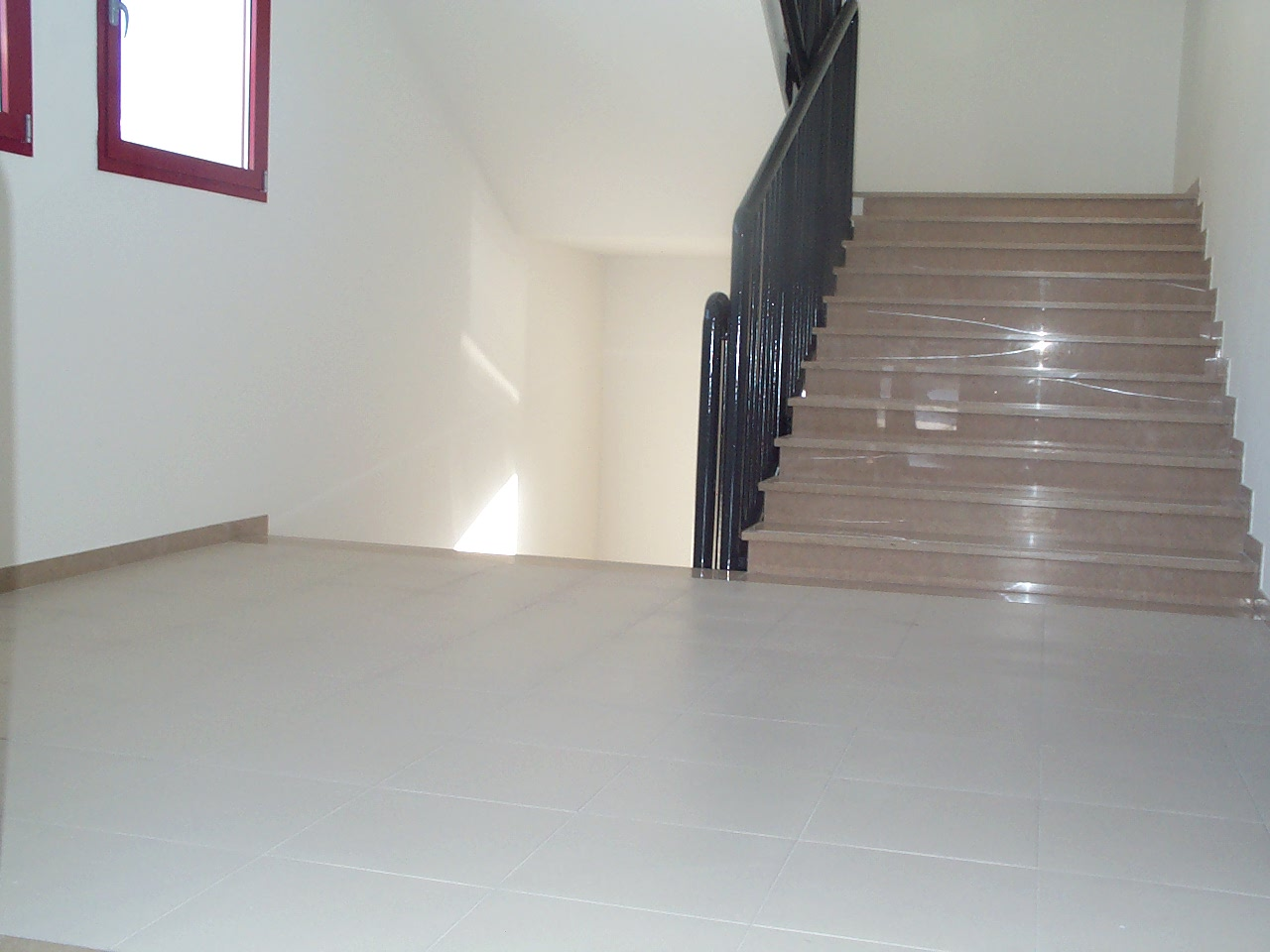
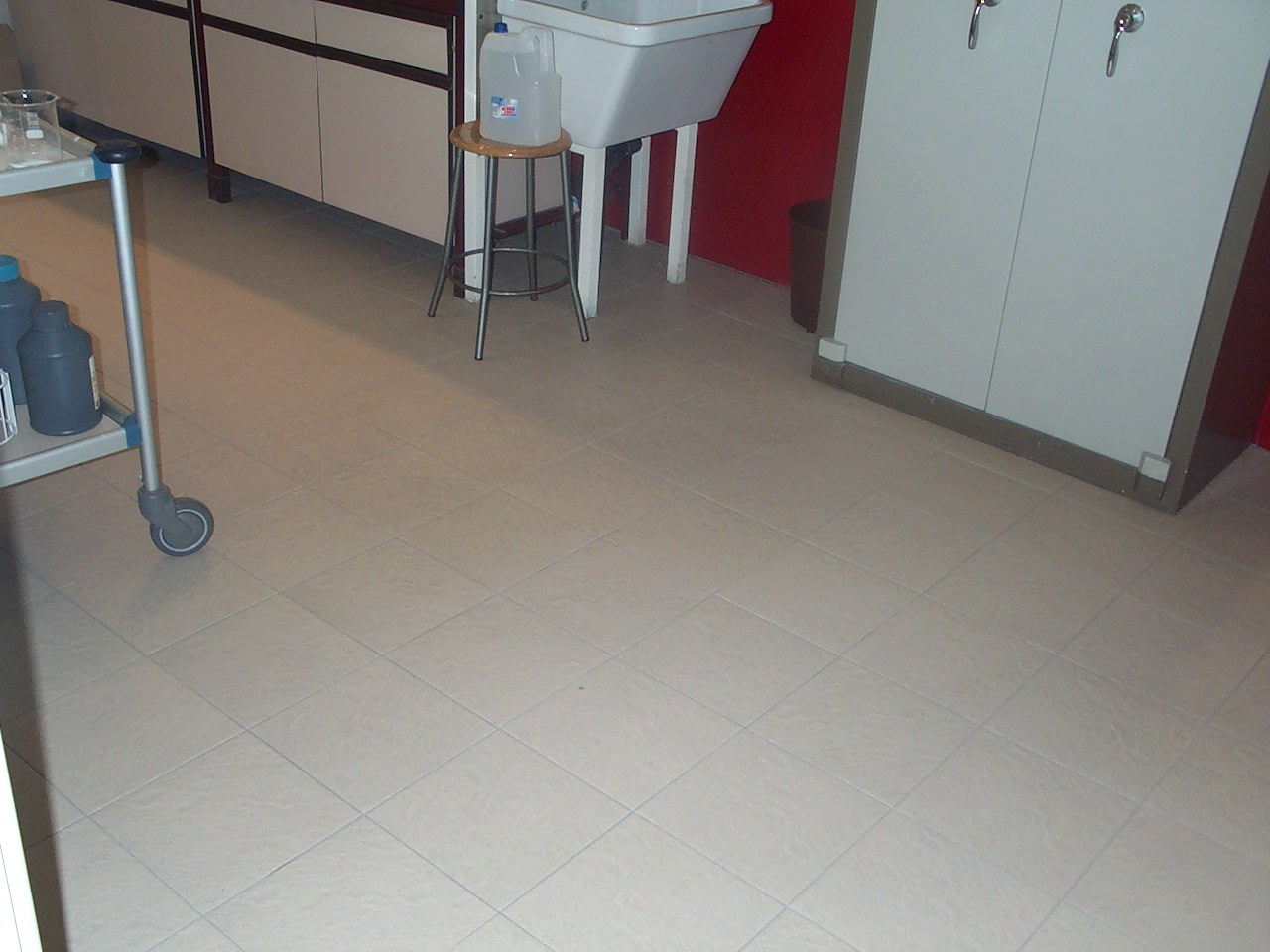
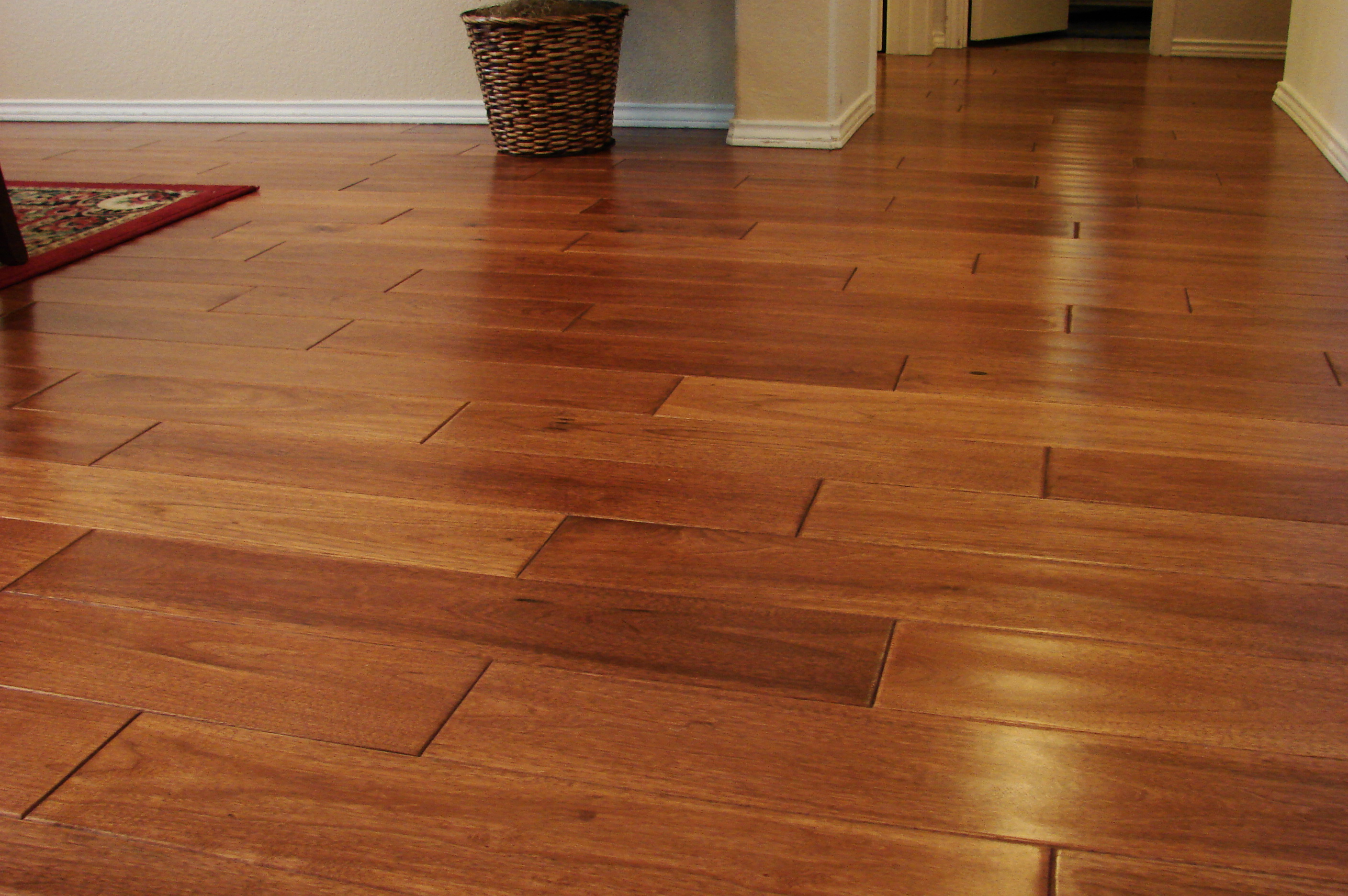
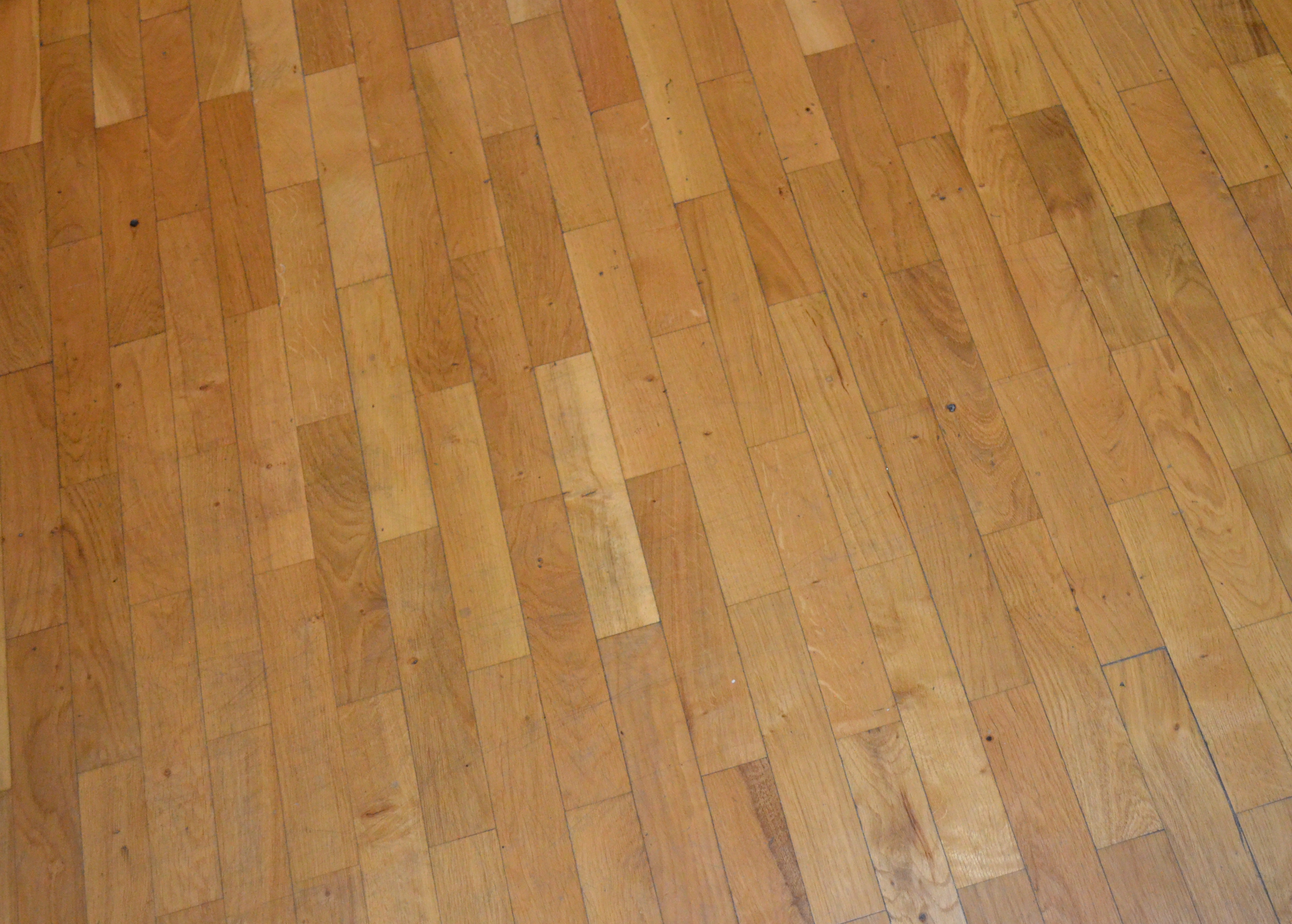
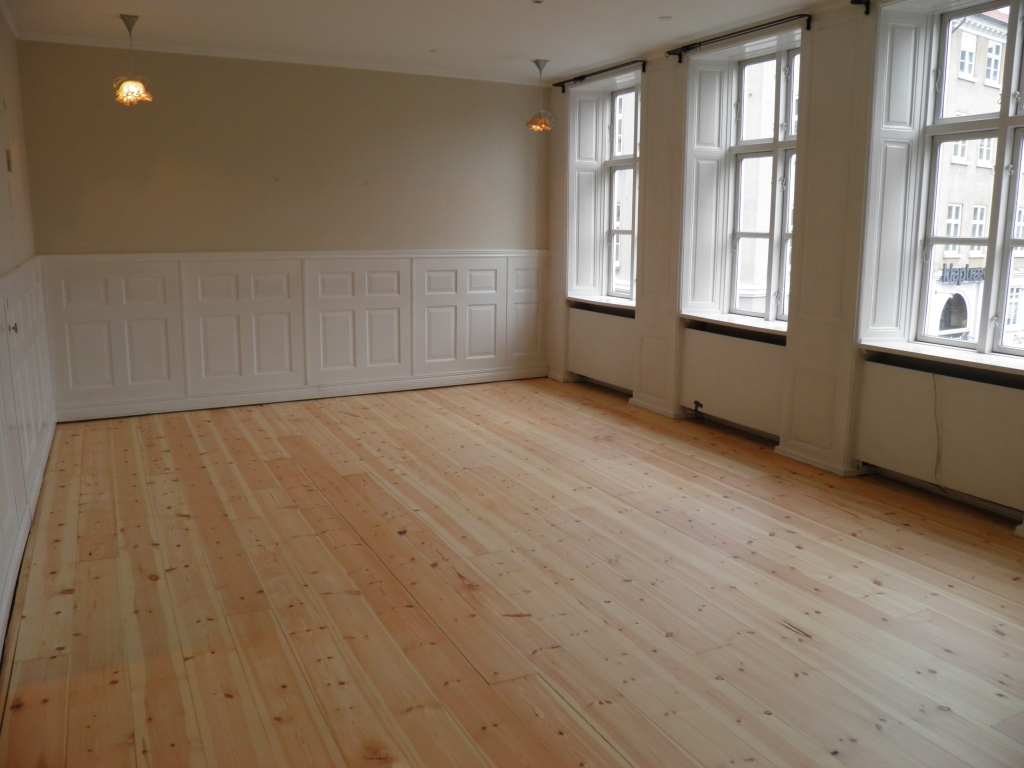